# Tufo (isola)
Tufo (in croato Tuf) è uno scoglio disabitato della Croazia, situato lungo la costa occidentale dell'Istria, a nord del canale di Leme.
Amministrativamente appartiene al comune di Fontane, nella regione istriana.

## Geografia
Tufo si trova di fronte a punta Sippera (Mićelov rt), a nordovest dell'insenatura di Valcanella (uvala Vankanela) e a sudovest di quella di (uvala Vršipera) e di val Fornasina (uvala Frnažina). Nel punto più ravvicinato, dista 200 m dalla terraferma (punta Sippera).
Tufo è uno scoglio trapezoidale, con la base maggiore che punta a sudest, che misura 115 m di lunghezza e 100 m di larghezza massima. Ha una superficie di 8732 m² e uno sviluppo costiero di 0,387 km.

### Isole adiacenti
- Fighera (Figarolica), scoglio rotondo situato 335 m a sudest di Tufo.
- Isole Salomone (otoci Salamun), coppia di isolotti 780 m a sudest di Tufo.
- La Calle (Lakal), scoglio situato 510 m a sud di Tufo.
- Tondo Grande (Gusti Školj), scoglio tondo posto 630 m a sudovest di Tufo.
- Tondo Piccolo (Tovarjež), scoglio tondo posto 815 m circa a ovest-nordovest di Tufo.
- Scoglio Riso (Školjić), scoglio situato 555 m circa a nord di Tufo.

### Cartografia
- (HR) Mappa topografica della Croazia 1:25000, su preglednik.arkod.hr.